# Conservadorismo na Rússia
O conservadorismo na Rússia, conhecido como conservadorismo russo, é um amplo sistema de crenças políticas russas caracterizado pelo apoio aos valores cristãos ortodoxos, ao nacionalismo russo (que pode ser elevado ao imperialismo), ao intervencionismo econômico, à defesa da esfera de influência russa e rejeição da cultura ocidental ou, mais precisamente, do liberalismo.
Como outros movimentos conservadores, o conservadorismo russo é visto como defensor de instituições consolidadas de seu tempo, como a autocracia czarista e o "governo de homem-forte" da URSS. Porém, diferente do modelos de conservadorismo economicamente liberais/libertários predominantes no Ocidente, o conservadorismo russo rejeita o laissez-faire e apoia uma economia mista protecionista. Os conservadores russos acreditam que o Estado deve controlar tanto a política econômica quanto a política social, pois isso é compatível com suas origens no czarismo e os ensinamentos da Igreja Ortodoxa Russa. Essa promoção de pontos de vista antissistema, nacionalistas e socialmente conservadores torna o conservadorismo russo amplamente populista.

## História
As tradições de autocracia e patrimonialismo se desenvolveram na Rússia nos séculos XVII e XVIII, quando Ivã III construiu as tradições bizantinas de autocracia, permitindo o desenvolvimento do czarismo e da monarquia da dinastia Romanov nos séculos XIX e XX. De acordo com o acadêmico anticomunista Richard Pipes e o cientista político Stephen White, isso preparou o terreno para o desenvolvimento do totalitarismo na URSS após a Revolução de Outubro, com a identidade russa tendo ficado entrelaçada com a autocracia. Essa progressão de governos autocráticos não permitiu a disseminação e o desenvolvimento dos ideais liberais vistos na Europa Ocidental, com o intervencionismo estatal permanecendo a principal ideologia de diversos partidos russos. Isso influenciou o desenvolvimento do pensamento conservador após a dissolução da URSS em 1991, com o controle estatal desempenhando um papel fundamental no tradicionalismo russo.
As tentativas de reestruturação liberal da economia soviética e do cenário político por meio das reformas da perestroika de Mikhail Gorbachev durante os anos 1980 e 1990 foram amplamente reprimidas no governo conservador de Vladimir Putin depois que seu antecessor, Boris Iélltsin, foi incapaz de prosseguir com as reformas sociais e econômicas. Nos anos 2000, a juventude russa desempenhou um papel fundamental, desenvolvendo ideias conservadoras que levaram as reformas de Gorbachev e Yeltsin a serem vistas como uma época de agitação política e caos. Uma pesquisa de 1987 realizada pelo sociólogo russo Yuri Levada revelou que os cidadãos soviéticos idosos vivos década de 1980, que ainda tinham memórias do stalinismo e do unipartidarismo na URSS, eram uma "espécie em extinção", já que as mais jovens e ingênuas gerações começavam a moldar o clima político do futuro. O desdém pela reforma liberal e a falta de conhecimento da era stalinista permitiram que a juventude russa se desenvolvesse na facção nacionalista linha-dura, permitindo a polarização da política russa e o desenvolvimento de ideias totalitárias no conservadorismo.

## Partidos políticos
Os dois principais partidos conservadores da Rússia são o Rússia Unida, liderado por seu líder de facto, Vladimir Putin, e o Partido Liberal Democrático da Rússia, liderado por Leonid Slutsky. Outros partidos conservadores russos incluem o Rodina, a União Popular Russa (em russo: Российский общенародный союз; romanizado: Rossiyskiy obshchenarodnyy soyuz) e o Partido Eurásia. O Rússia Unida é o partido governante da Rússia e o maior partido do país.
O Partido Liberal Democrático da Rússia foi fundado em 1992 por Zhirinovsky como um partido conservador mais ideológico. O partido obteve 22,9% dos votos nas eleições de 1993 para a Duma, opondo-se à dicotomia esquerda-direita na Rússia, assim como o partido Rússia Unida. Durante a década de 1990, Zhirinovsky e o Partido Liberal Democrático da Rússia formaram um componente da oposição política a Iéltsin, embora seus membros tenham votado amplamente contra o impeachment de Iéltsin em 1999. Na década de 2010, o partido frequentemente apoiou a agenda do Rússia Unida e governo de Putin ao votar na Duma.

## Críticas
Embora a ideologia em si não tenha sido mal recebida pelo público em geral, partidos políticos como o Rússia Unida são alvos de críticas devido a intensa corrupção na Rússia, algo constantemente usado por partidos de oposição durante a eleição de 2012 para caracterizar o Rússia Unida como uma sigla corrupta e preocupada em "manter e fortalecer seu próprio poder". Essa percepção pôde ser notada nos protestos russos de 2011-2013, nos quais russos demonstraram insatisfação com o processo eleitoral na Rússia e anseio por um processo mais democrático contra o que eles acreditam ter se tornado um governo autoritário.
O conservadorismo russo foi acusado de ser autoritário e um sistema opressivo de governo. A oposição de grupos de esquerda e de direita caracterizou as duras leis do governo de Putin pela promoção da estabilidade no país como sendo exercidas para cimentar o próprio poder do governo. Os regulamentos sobre a liberdade de imprensa e o intervencionismo econômico foram fortemente contestados pela direita libertária, enquanto as opiniões antiaborto e contra os direitos LGBT+ foram criticadas pela esquerda.